# Parlement van Italië
Het Parlement van Italië (Italiaans: Parlamento italiano) bestaat uit twee kamers, de Camera dei deputati, het Huis van Afgevaardigden en de Senato della Repubblica, de Senaat. In totaal kent het parlement 945 leden (parlamentari). Het Huis van Afgevaardigden telt 630 (deputati) en de Senaat 315 (senatori).
De Italiaanse Grondwet stelt geen verschil in macht tussen beide Kamers. Wel is de voorzitter van de Senaat tevens de vicepresident van Italië, mocht de President van Italië zijn functie niet kunnen uitvoeren.

## Kiesstelsel
Op 14 december 2005 nam de Senaat de huidige kieswet aan. De grootste verandering is de komst van een winnaarsbonus, waarbij de grootste alliantie (minimaal) 55% van de 630 zetels krijgt. Op nationaal niveau voor het Huis van Afgevaardigden is dat dus 345 zetels. Op regionaal niveau voor de Senaat wint de grootste partij van de regio 55% van de te verdelen zetels voor die regio. Het Italiaanse kiesstelsel heeft aparte zetels voor expats en andere stemgerechtigden die in het buitenland stemmen, namelijk 6 zetels in het Huis van Afgevaardigden en 3 zetels in de Senaat.
In Italië is het gebruikelijk allianties te vormen, om zo meer kans op de winnaarsbonus te maken. Italië hanteert voor beide Kamers een kiesdrempel van 8% voor allianties en 4% voor partijen. Mocht een alliantie geen 8% halen, dan tellen de partijen apart mee met een kiesdrempel van 4%.
Het Italiaanse kiesstelsel hanteert verschillende kiesgerechtigde leeftijden voor de kamers: je moet minstens 18 jaar oud zijn voor het Huis van Afgevaardigden en minstens 25 jaar oud zijn voor de Senaat. Er is geen stemplicht.
Abchazië: Parlement · 
Albanië: Kuvendi · 
Andorra: Consell General de les Valls · 
Armenië: Azgayin Zhoghov · 
Azerbeidzjan: Milli Məclis · 
België: Federaal Parlement (Senaat en Kamer) · 
Bosnië en Herzegovina: Parlementarna Skupština · 
Bulgarije: Narodno Sobranie · 
Cyprus: Vouli ton Antiprosópon · 
Denemarken: Folketing · 
Duitsland: Bundestag (en Bundesrat) · 
Estland: Riigikogu · 
Finland: Eduskunta · 
Frankrijk: Parlement (Assemblée nationale en Sénat) · 
Georgië: Parlement · 
Griekenland: Vouli · 
Hongarije: Országgyűlés · 
Ierland: Oireachtas (Dáil en Seanad) · 
IJsland: Alþingi · 
Italië: Parlement (Kamer en Senaat) · 
Kazachstan: Parlamenti (Majilis en Senaat) · 
Kosovo: Assemblee · 
Kroatië: Sabor · 
Letland: Saeima · 
Liechtenstein: Landtag · 
Litouwen: Seimas · 
Luxemburg: Chambre · 
Macedonië: Sobranie · 
Malta: Il-Kamra · 
Moldavië: Parlamentul · 
Monaco: Conseil National · 
Montenegro: Skupština · 
Nagorno-Karabach: Azgayin Zhoghov · 
Nederland: Staten-Generaal (Eerste Kamer en Tweede Kamer) · 
Noord-Cyprus: Cumhuriyet Meclisi · 
Noorwegen: Storting · 
Oekraïne: Verchovna Rada · 
Oostenrijk: Nationalrat · 
Polen: Sejm (en Senat) · 
Portugal: Assembleia da Republica · 
Roemenië: Camera Deputaţilor · 
Rusland: Federatieve vergadering (Staatsdoema en Federatieraad) · 
San Marino: Consiglio Grande e Generale · 
Servië: Narodna skupština · 
Slowakije: Národná Rada · 
Slovenië: Državni Zbor en Državni Svet · 
Spanje: Cortes Generales (Senado en Congreso de los Diputados) · 
Transnistrië: Opperste Sovjet · 
Tsjechië: Parlament (Senaat en Kamer van Afgevaardigden) · 
Turkije: Meclis · 
Verenigd Koninkrijk: Parliament (House of Commons en House of Lords) · 
Wit-Rusland: Nationale Vergadering (Huis van Afgevaardigden en Raad van de Republiek) · 
Zuid-Ossetië: Parlement · 
Zweden: Riksdag · 
Zwitserland: Bondsvergadering (Nationale Raad en Kantonsraad)
Cursief: wijst op een niet of slechts deels erkende staat